# Jos Kuipers
Jos Kuipers (Heerlen, 10 dicembre 1961) è un ex cestista olandese.

## Carriera
Con i Paesi Bassi ha disputato quattro edizioni dei Campionati europei (1983, 1985, 1987, 1989).

## Palmarès
- Campionato olandese: 7

EBBC Den Bosch: 1982-83, 1983-84, 1986-87, 1987-88, 1992-93, 1995-96, 1996-97
- Coppa d'Olanda: 1

'EBBC Den Bosch: 1993